# 24219 Крісодом
24219 Крісодом (24219 Chrisodom) — астероїд головного поясу, відкритий 7 грудня 1999 року.
Тіссеранів параметр щодо Юпітера — 3,639.